# Candidatus Desulforudis audaxviator
Candidatus Desulforudis audaxviator (лат.) — уникальный вид экстремофильных анаэробных бактерий, живущих на глубинах от 1,5 км до 3 км ниже поверхности земли в подземных водах, способных существовать обособленно от каких-либо других живых организмов.

## Описание
Desulforudis audaxviator была обнаружена в 2002 году в пробах воды в золотодобывающей шахте Мпоненг (Mponeng) в Южной Африке недалеко от Йоханнесбурга на глубине 2,8 км. Длина Desulforudis audaxviator составляет приблизительно 4 мкм. Этот вид не нуждается в солнечном свете и получает энергию в ходе восстановительной реакции с участием сульфата (SO42-) и водорода, образующегося из воды в результате облучения, возникающего от распада радиоактивных изотопов урана, тория и калия, содержащихся в горных породах. Desulforudis audaxviator не способна утилизировать кислород или хотя бы защищаться от его токсичного действия.
Бактерия была изолирована от поверхности Земли в течение нескольких миллионов лет, приспособившись к выживанию в экстремальных условиях — при температурах более 60 °C и рН 9,3. Таким образом Desulforudis audaxviator является одновременно термофильным и алкалифильным микроорганизмом.
Desulforudis audaxviator является на сегодняшний день единственным видом, представляющим собой самодостаточную экосистему, способную самовоспроизводиться без всякого контакта с остальной земной биосферой. Поскольку окружающая среда на таких глубинах похожа на раннюю Землю, это даёт основания строить предположения о том, какие организмы существовали до возникновения кислородной атмосферы.

## Название
Латинское название вида происходит от цитаты из романа «Путешествие к центру Земли» Жюля Верна. Его герой, профессор Лидденброк, находит латинскую надпись следующего содержания: «Descende, audax viator, et terrestre centrum attinges» («Спустись, отважный странник, и достигнешь центра Земли»).

## Исследования
В ходе исследований выяснилось, что в геноме Desulforudis audaxviator насчитывается 2157 генов, кодирующих белки. В частности, были обнаружены:
- полный набор генов для сульфатредукции (окисления органических соединений или молекулярного водорода в анаэробных условиях);
- набор гидрогеназ — ферментов, позволяющих утилизировать молекулярный водород (который используется многими анаэробными микробами в качестве донора электрона в окислительно-восстановительных реакциях);
- набор белков-транспортеров для перекачки готовых органических соединений — сахаров и аминокислот — из внешней среды в клетку (это значит, что бактерия может вести себя не только как автотроф, но и как гетеротроф).
- белки для автотрофного метаболизма, позволяющие использовать в качестве источника углерода углекислый газ (CO2), угарный газ (CO) и формиат (HCOO-);
- полный набор ферментов для синтеза всех 20 аминокислот;
- гены, необходимые для формирования спор с плотной оболочкой (это, очевидно, позволяет бактерии переживать периоды, когда условия становятся критическими);
- гены, обеспечивающие образование жгутиков, при помощи которых микроб может передвигаться;
- гены различных рецепторов и систем передачи сигналов, то есть того, что заменяет микробам органы чувств и нервную систему (по-видимому, Desulforudis audaxviator распознаёт, где выше концентрация дефицитных веществ, и плывёт в установленном направлении);
- белки для транспорта аммония (NH4+) из внешней среды. В исследованных пробах концентрация аммония достаточно высока, чтобы полностью обеспечить микробов азотом, но, по всей видимости, так бывает не всегда. Поэтому у Desulforudis audaxviator имеется фермент нитрогеназа — позволяющий осуществлять азотфиксацию, то есть превращать молекулярный азот в удобные для переваривания живой клеткой азотистые соединения (прежде всего — в тот же аммоний).

Предполагают, что значительную долю своих генов Desulforudis audaxviator получила от архей (другого домена живых существ) путём горизонтального переноса.
По имеющимся оценкам, бактерии, обитающие в подобных условиях, из-за острого дефицита ресурсов должны расти и размножаться невероятно медленно. Учёные не исключают, что между двумя клеточными делениями у таких микробов могут проходить сотни и даже тысячи лет.
Микробиологам Томского государственного университета удалось выделить бактерию Desulforudis audaxviator из подземных вод термального источника, расположенного в Белом Яру в Верхнекетском районе Томской области. Выяснилось, что бактерия делится не раз в тысячу лет, а раз в 28 часов, то есть практически ежедневно. Она практически всеядна — ест сахар, спирт и многое другое, но лучше всего, бактерия себя чувствует, привычно питаясь водородом. Кислород, поначалу считавшийся губительным для неё, подземного микроба не убивает. У бактерии выявили структуры, которые, возможно, помогают ей странствовать — мельчайшие пузырьки, газовые вакуоли. ДНК бактерии, найденной в Сибири, практически идентична ДНК «смелого путешественника» из Южной Африки.